# Città del Togo

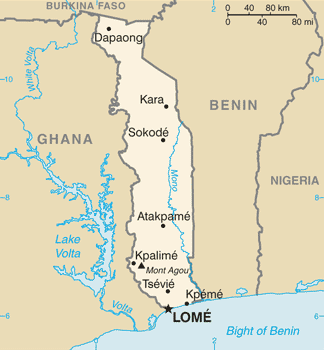
Mappa del Togo

Lista di città del Togo.

## Lista
| Città      | Regione   |
| ---------- | --------- |
| Lomé       | Marittima |
| Sokodé     | Centrale  |
| Kara       | Kara      |
| Kpalimé    | Altopiani |
| Atakpamé   | Altopiani |
| Bassar     | Kara      |
| Tsévié     | Marittima |
| Aneho      | Marittima |
| Mango      | Savane    |
| Dapaong    | Savanes   |
| Tchamba    | Centrale  |
| Niamtougou | Kara      |
| Bafilo     | Kara      |
| Notsé      | Altopiani |
| Sotouboua  | Centrale  |
| Vogan      | Marittima |
| Badou      | Altopiani |
| Tabligbo   | Marittima |
| Kandé      | Kara      |
| Amlamé     | Altopiani |
| Kpagouda   | Kara      |